# 国際的な組織犯罪の防止に関する国際連合条約
国際的な組織犯罪の防止に関する国際連合条約（こくさいてきなそしきはんざいのぼうしにかんするこくさいれんごうじょうやく、英: United Nations Convention against Transnational Organized Crime, TOC）は、国際連合総会で2000年に採択され、2003年に発効した組織犯罪防止のための条約。
組織犯罪集団への参加や共謀、犯罪収益の資金洗浄・司法妨害・公務員汚職（腐敗）等の処罰、およびそれらへの対処措置などを定める。
条約本体のほか、人身取引・密入国・銃器に関する議定書が各1件ある（正式名称は下記）。
2025年7月現在、署名国は147カ国、締約国は193カ国で（国連加盟国でないバチカン、ニウエ、パレスチナ国と経済団体として加入している欧州連合を含む）、公務員の透明化政策を支持している。

## 経緯・沿革

批准国・実施国・受諾国
署名のみした未批准国
未加入国

国際的な組織犯罪が急速に増大したため、1994年11月、イタリアのナポリで開催された国際組織犯罪世界閣僚会議において、「ナポリ政治宣言及び世界行動計画」が採択され、国際的な組織犯罪に対処するための法的枠組みを定める国際組織犯罪防止条約の検討が提唱された。

1998年12月、国連総会において、国際組織犯罪防止条約の本体条約、および「人身取引」「密入国」「銃器」に関する三議定書を起草するためのアドホック委員会（Ad Hoc Committee、政府間特別委員会）の設置が決定された。この委員会で条約案が起草され、本体条約と「人身取引」「密入国」に関する二つの議定書については2000年11月15日に、また、「銃器」に関する議定書は2001年5月31日に、それぞれ国際連合総会で採択された。
条約は、国際連合総会で2000年11月15日に採択された。締約国が発展途上国や経済支援下にある国における組織犯罪防止活動やテロ防止活動を支援するため、犯罪防止刑事司法基金の口座に定期的に任意の寄付を行うことを前文において強調している。
2000年12月、イタリアのパレルモにおいて、条約及び関連議定書の署名会議が開催され、本体条約には124カ国、「人身取引」議定書は81カ国、「密入国」議定書には78カ国が署名した。その後、本体条約および三議定書は、2002年12月12日までニューヨークの国際連合本部において署名のために開放された。
2014年12月には国際連合安全保障理事会において、本条約及び腐敗防止条約等関連条約の加入・批准、実施等を求める付帯決議が行われた。

### 日本の対応
日本は、条約本体について、2000年12月にイタリアのパレルモで行われた署名会議において署名し、2003年（平成15年）5月14日に国会で承認したものの、批准にはさらに14年以上を要した（後述）。また、三議定書については、2002年12月9日に国際連合本部において署名した。2005年（平成17年）6月8日、三議定書のうち「密入国」「人身取引」について、国会で承認した（「銃器」は未承認）。
本条約の締結に伴い、その条約上の義務として、重大な犯罪を行うことの合意、犯罪収益の洗浄（資金洗浄、マネー・ローンダリング）、司法妨害等を犯罪とすることを定めて裁判権を設定するとともに、犯罪収益の没収、犯罪人引渡し等について法整備・国際協力を行わなければならない。これに対応するため、政府は第159回国会（平成16年1月開会）に「犯罪の国際化及び組織化並びに情報処理の高度化に対処するための刑法等の一部を改正する法律案」を提出したが成立しなかった。
これは、同法案で新設する予定だった共謀罪の対象とされる行為があまりにも広く、かつ、曖昧であることに批判があったためである。また民進党は、共謀罪の成立無しでも批准可能であると主張している。旧民主党政権下において批准出来なかった理由について、野田政権下で法務大臣だった小川敏夫は、2017年（平成29年）5月18日のテレビ朝日での取材において「政権が弱体化し、法務省に行けば外務省、外務省に行けば法務省と『たらい回し』にされ、批准できなかったこと」を述べている。これに対し、自民党は現行法での運用（予備罪等）のみでは足りず、共謀罪等の新たな罪状を新設しなければ、条約を批准することができないと主張してきた。
その後、安倍政権下において共謀罪の構成要件を厳格化し「テロ等準備罪」を新設する方針に転換し、組織的な犯罪の処罰及び犯罪収益の規制等に関する法律（組織的犯罪処罰法）の改正案を第193回国会に提出。2017年5月23日に衆議院を通過し、6月15日に参議院で可決・成立した。
日本国政府は改正組織犯罪的処罰法が施行された2017年7月11日、本条約の受諾について閣議に於いて決定した。国際連合本部に受諾書を寄託して正式に条約を締結し、8月10日に発効。日本は188番目の締約国となった。

## 主な内容

### 用語（2条）・適用範囲（3条）
- 本条約において「組織的な犯罪集団」とは、三人以上の者から成る組織された集団であって、物質的利益を得るため重大な犯罪又は条約に従って定められる犯罪を行うことを目的として一体として行動するものをいう。
- 本条約において「重大な犯罪」とは、長期四年以上の自由を剥奪する刑又はこれより重大な刑を科することができる犯罪を構成する行為をいう。
- 本条約において「組織された集団」とは、犯罪の即時の実行のために偶然に形成されたものではない集団をいい、その構成員について正式に定められた役割、その構成員の継続性又は発達した構造を有しなくてもよい。
- 本条約は、別段の定めがある場合を除くほか、第五条、第六条、第八条及び第二十三条の規定に従って定められる犯罪並びに重大な犯罪であって、性質上国際的なものであり、かつ、組織的な犯罪集団が関与するものの防止、捜査及び訴追について適用する。

### 組織的な犯罪集団への参加の犯罪化（5条）
- 締約国は、次の一方又は双方の行為を犯罪とするため、必要な立法その他の措置をとる。
  - 物質的利益を得ることに関連する目的のため重大な犯罪を行うことを一又は二以上の者と合意することであって、国内法上求められるときは、その合意の参加者の一人による当該合意の内容を推進するための行為を伴い又は組織的な犯罪集団が関与するもの
  - 組織的な犯罪集団の目的等を認識しながら、組織的な犯罪集団の犯罪活動等に積極的に参加する個人の行為
- 締約国は、組織的な犯罪集団が関与する重大な犯罪の実行を組織し、指示し、ほう助し、教唆し、若しくは援助し又はこれについて相談することを犯罪とするため、必要な立法その他の措置をとる。

### 犯罪収益の洗浄の犯罪化（6条）
- 締約国は、自国の国内法の基本原則に従い、次の行為を犯罪とするため、必要な立法その他の措置をとる。
  - 犯罪収益の不正な起源を隠匿すること等の目的で犯罪収益である財産を転換し又は移転すること及び犯罪収益である財産の真の性質等を隠匿し又は偽装すること。
  - 犯罪収益である財産を取得し、所持し又は使用すること。
  - この条の規定に従って定められる犯罪に参加し、これを共謀し、これに係る未遂の罪を犯し、これをほう助すること等
- 締約国は、すべての重大な犯罪並びに第五条、第八条及び第二十三条の規定に従って定められる犯罪を前提犯罪に含める。自国の法律が特定の前提犯罪を列記している締約国の場合には、その列記には、少なくとも、組織的な犯罪集団が関連する犯罪を包括的に含める。

### 腐敗行為の犯罪化（8条）
- 締約国は、次の行為を犯罪とするため、必要な立法その他の措置をとる。
  - 公務員に対し、当該公務員が公務の遂行に当たって行動し又は行動を差し控えることを目的として、当該公務員等のために不当な利益を約束し、申し出又は供与すること。
  - 公務員が、自己の公務の遂行に当たって行動し又は行動を差し控えることを目的として、当該公務員等のために不当な利益を要求し又は受領すること。

### 没収及び押収（12条）
- 締約国は、自国の国内法制において最大限度可能な範囲で、この条約の対象となる犯罪により生じた犯罪収益及びこの条約の対象となる犯罪において用い又は用いようとした財産等の没収を可能とするため、必要な措置をとる。

### 裁判権（15条）
- 締約国は、犯罪が自国の領域内で行われる場合及び犯罪が自国の船舶内又は航空機内で行われる場合において、第五条、第六条、第八条及び第二十三条の規定に従って定められる犯罪についての自国の裁判権を設定するため、必要な措置をとる。締約国は、犯罪が自国の国民に対して行われる場合等にも、自国の裁判権を設定することができる。

### 犯罪人引渡し（16条）
- この条約の対象となる犯罪並びに第五条、第六条、第八条及び第二十三条に規定する犯罪並びに重大な犯罪であって、組織的な犯罪集団が関与し、かつ、引渡しの請求の対象となる者が請求を受けた締約国の領域内に所在するものについてこの条を適用する。ただし、請求に係る犯罪が請求を行った締約国及び請求を受けた締約国の双方の国内法に基づいて刑を科することができるものであることを条件とする。
  - この条の規定の適用を受ける犯罪は、締約国間の現行の犯罪人引渡条約における引渡犯罪とみなされる。
  - 請求を受けた締約国は、状況が正当かつ緊急であると認められる場合において、当該請求を行った締約国の請求があるときは、その引渡しが求められている自国の領域内に所在する者の抑留等を行うことができる。
  - 締約国は、この条の規定の適用を受ける犯罪につき容疑者が自国の国民であることのみを理由として引渡しを行わない場合には、犯罪人引渡しの請求を行った締約国からの要請により、不当に遅滞することなく、訴追のため自国の権限のある当局に事件を付託する義務を負う。

### 法律上の相互援助（18条）
- 締約国は、第3条に規定するこの条約の対象となる犯罪に関する捜査、提訴及び司法手続において最大限の法律上の支援を相互に与える。

### 特別な捜査方法（20条）
- 締約国は、自国の国内法制の基本原則によって認められる場合には、監視付移転の適当な利用及び適当と認める場合には電子的監視等の特別な捜査方法の利用ができるように、可能な範囲内で、かつ、自国の国内法により定められる条件の下で、必要な措置をとる。

### 司法妨害の犯罪化（23条）
- 締約国は、この条約の対象となる犯罪に関する手続において虚偽の証言をさせること等の目的のために暴行を加え又は不当な利益を約束すること等の行為及び裁判官又は法執行の職員によるこの条約の対象となる犯罪に関する公務の遂行を妨害するために暴行を加える等の行為を犯罪とするため、必要な立法その他の措置をとる。

### 証人の保護（24条）
- 締約国は、この条約の対象となる犯罪に関する刑事手続において証言する証人等について、生じ得る報復等から保護するため、適当な措置をとる。

### 被害者に対する援助及び保護の提供（25条）
- 締約国は、この条約の対象となる犯罪の被害者に対し、援助及び保護を与え、被害者が損害賠償等を受けられるよう適当な手続を定める。

### 犯罪防止刑事司法基金への寄付
- 締約国は、国際連合の資金調達の仕組みにおけるこの目的のために特に指定された口座に十分かつ定期的に任意の拠出を行うよう努める。

### 条約の実施（34条）
- 第五条、第六条、第八条及び第二十三条の規定に従って定められる犯罪については、各締約国の国内法において、第三条1に定める国際的な性質又は組織的な犯罪集団の関与とは関係なく定める。ただし、第五条の規定により組織的な犯罪集団の関与が要求される場合は、この限りでない。
- （第3条に言う「別段の定め」にあたる条項であるが、この条項のため、第3条にかかわらず、条約の主要部分全てについて「国際性」が無関係となり、純然たる国内犯もこの条約でいう犯罪としなければならない。）
- （UNODCのlegislative guidesのパラグラフ18によれば、第34条の解釈として、"It should also be noted that if dual-criminality is present, offenders can be extradited for one of the four offences or for a serious crime, even if the offence is not transnational in nature (art. 16, para. 1)." 「もし2カ国からの処罰可能性がある場合、犯罪者は、たとえ犯罪が国際的なものでない場合でも、4犯罪（第5条、第6条、第8条、第23条の犯罪）あるいは重大な犯罪の訴追のために国外移送され得ることは、認識されるべきである。」とある。）

### 廃棄（条約からの脱退）（40条）
- 締約国は、国際連合事務総長に対して書面による通告を行うことにより、この条約を廃棄することができる。廃棄は、同事務総長がその通告を受領した日の後一年で効力を生ずる。
- 条約からの脱退は自由であるが、条約の失効を意味するものではない[注釈 1]。

## 三議定書
三議定書の正式名称および主な内容は、以下の通り。いずれも、締約国が40国になると発効する。

### 「人身取引」に関する議定書
- 国際的な組織犯罪の防止に関する国際連合条約を補足する人（特に女性及び児童）の取引を防止し、抑止し及び処罰するための議定書

Protocol to prevent, suppress and punish trafficking in persons, especially women and children, supplementing the United Nations Convention against Transnational Organized Crime
- 2025年7月現在、署名国117、締約国185。
- 人身取引を防止し、これに対処するための協力を促進する国際的な法的枠組みの構築を目的とした議定書である。人身取引行為を犯罪化することを義務付ける。また、人身取引の被害者の保護と送還、出入国管理に関する措置等について規定している。
- 日本は、2017年7月11日に条約と共に批准した[13]。

### 「密入国」に関する議定書
- 国際的な組織犯罪の防止に関する国際連合条約を補足する陸路、海路及び空路により移民を密入国させることの防止に関する議定書

Protocol Against the Smuggling of Migrants by Land, Sea and Air, Supplementing the United Nations Convention Against Transnational Organized Crime
- 2025年7月現在、署名国112、締約国154。
- 移民を密入国させることを防止し、これに対処するための国際的な法的枠組みを構築することを目的とした議定書である。移民を密入国させる行為、移民を密入国させることを可能にする目的で不正な旅行証明書等の製造する行為等の犯罪化を義務付ける。また、海路で移民を密入国させることを防止するための国際的協力、出入国管理に関する措置、対象移民の送還等についても規定している。
- 日本は、2017年7月11日に条約と共に批准した[14]。

### 「銃器」に関する議定書
- 国際的な組織犯罪の防止に関する国際連合条約を補足する銃器並びにその部品及び構成部分並びに弾薬の不正な製造及び取引の防止に関する議定書

Protocol Against the Illicit Manufacturing of and Trafficking in Firearms, Their Parts and Components and Ammunition, Supplementing the United Nations Convention Against Transnational Organized Crime
- 2025年7月現在、署名国52、締約国126。
- 銃器等の不正な製造及び取引を防止し、これに対処するための協力を促進するため国際的な法的枠組みを構築することを目的とした議定書である。銃器等の不正な製造行為および取引行為を犯罪化することを義務付ける。また、それらの不正行為を防止するための製造時及び輸入時における銃器の刻印、記録保存、情報交換等についても規定している。
- 日本ではこの議定書のみ、他国において体制構築が進んでいないため、国会で承認されていないが、締約国は2015年4月現在、2005年時点の44カ国から113カ国に増加した[15]。

- 2020年5月現在も未批准。

## 公務員の透明化の促進
世界銀行、経済協力開発機構、G20、APECは、公務員・官僚の収入の開示は、利益相反の行為で政府の政策・意思決定が損なわれることを防ぎ、公的機関への信頼を高めるものとして、公務員の透明化を推進しており、公務員資産開示制度に関する枠組みのモデル等を提供している。
2021年の東北新社役職員による総務省幹部接待問題により官僚と民間企業の不正な接触を防ぐルールの形骸化が明らかになっており、日本でも国際標準の官民接触ルールの透明化が急務となっている。